# Adan (muhafaza)
Adan (arap. عدن‎, u hrvatskom je uvriježen naziv Aden) je jedna od 20 jemenskih muhafaza. Ova pokrajina nalazi se na jugu zemlje uz obale Arapskog mora, gotova cijela je ograničena na teritorij grada Adena i uz glavni grad Sanu je površinom najmanja jemenska muhafaza.
Adan ima površinu od 760 km² i 590.413 stanovnika, gustoća naseljenosti iznosi 776,9 st./km². Do 2004. godine ovoj pokrajini pripadala je otočna skupina Sokotra, a od tada je u sastavu Hadramauta.